# كارنيغي (أوكلاهوما)
كارنيغي (بالإنجليزية: Carnegie, Oklahoma)‏ هي بلدة أمريكية تقع في الولايات المتحدة في مقاطعة كادو، أوكلاهوما. يقدر عدد سكانها بـ 1,723 نسمة ومساحتها 3.552779 كم2 وترتفع عن سطح البحر 399.9 متر.

## التركيبة السكانية
حدّد مكتب تعداد الولايات المتحدة بيانات التركيبة السكانية لكارنيغي في تعداد الولايات المتحدة. في ما يلي، التركيبة السكانية حسب تعدادي 2000 و2010.

### تعداد عام 2000
بلغ عدد سكان كارنيغي 1,637 نسمة بحسب تعداد عام 2000، وبلغ عدد الأسر 636 أسرة وعدد العائلات 430 عائلة مقيمة في البلدة. في حين سجلت الكثافة السكانية 461.1 نسمة لكل كيلومتر مربع (1,194.2/ميل2). وبلغ عدد الوحدات السكنية 774 وحدة بمتوسط كثافة قدره 218 لكل كيلومتر مربع (564.6/ميل2).
وتوزع التركيب العرقي للبلدة بنسبة 64.63% من البيض و1.22% من الأمريكيين الأفارقة و23.58% من الأمريكيين الأصليين و8.80% من الأعراق الأخرى و1.77% من عرقين مختلطين أو أكثر و12.28% من الهسبانيون أو اللاتينيون من أي عرق.
بلغ عدد الأسر 636 أسرة كانت نسبة 36.3% منها لديها أطفال تحت سن الثامنة عشر تعيش معهم، وبلغت نسبة الأزواج القاطنين مع بعضهم البعض 48.3% من أصل المجموع الكلي للأسر، ونسبة 15.3% من الأسر كان لديها معيلات من الإناث دون وجود شريك، بينما كانت نسبة 4.1% من الأسر لديها معيلون من الذكور دون وجود شريكة وكانت نسبة 32.4% من غير العائلات. تألفت نسبة 30% من أصل جميع الأسر من عدة أفراد يعيشون في نفس المنزل ونسبة 19.5% كانت تتألف من شخص يعيش بمفرده يبلغ من العمر 65 عاماً أو أكثر. وبلغ متوسط حجم الأسرة المعيشية 2.49، أما متوسط حجم العائلات فبلغ 3.10.
بلغ العمر الوسطي للسكان 38.4 عاماً. وكانت نسبة 27.4% من القاطنين تحت سن الثامنة عشر، وكانت نسبة 7.9% بين الثامنة عشر والرابعة والعشرين عاماً، ونسبة 23% كانت واقعةً في الفئة العمرية ما بين الخامسة والعشرين والرابعة والأربعين عاماً، ونسبة 19.8% كانت ما بين الخامسة والأربعين والرابعة والستين، ونسبة 18.5% كانت ضمن فئة الخامسة والستين عاماً فما فوق. يوجد لكل 100 أنثى 89.1 ذكر، ويوجد لكل 100 أنثى في الثامنة عشر من عمرها فما فوق 83.9 ذكر.
بلغ متوسط دخل الأسرة في البلدة 20,987 دولارًا، أما متوسط دخل العائلة فبلغ 24,737 دولارًا. وكان متوسط دخل الذكور 21,917 دولارًا مقابل 14,868 دولارًا للإناث. وسجل دخل الفرد الخاص بالبلدة 12,432 دولارًا. وكانت نسبة 24.9% من العائلات ونسبة 30.5% من السكان تحت خط الفقر، وكان من هؤلاء نسبة 42.9% تحت سن الثامنة عشر ونسبة 18.6% في الخامسة والستين من العمر وما فوق.

### تعداد عام 2010
بلغ عدد سكان كارنيغي 1,723 نسمة بحسب تعداد عام 2010، وبلغ عدد الأسر 680 أسرة وعدد العائلات 433 عائلة مقيمة في البلدة. في حين سجلت الكثافة السكانية 485.4 نسمة لكل كيلومتر مربع (1,257.2/ميل2). وبلغ عدد الوحدات السكنية 856 وحدة بمتوسط كثافة قدره 241.1 لكل كيلومتر مربع (624.4/ميل2).
وتوزع التركيب العرقي للبلدة بنسبة 61% من البيض و0.75% من الأمريكيين الأفارقة و25.07% من الأمريكيين الأصليين و0.06% من سكان جزر المحيط الهادئ و6.73% من الأعراق الأخرى و6.38% من عرقين مختلطين أو أكثر و14.74% من الهسبانيون أو اللاتينيون من أي عرق.
بلغ عدد الأسر 680 أسرة كانت نسبة 33.4% منها لديها أطفال تحت سن الثامنة عشر تعيش معهم، وبلغت نسبة الأزواج القاطنين مع بعضهم البعض 44.6% من أصل المجموع الكلي للأسر، ونسبة 13.4% من الأسر كان لديها معيلات من الإناث دون وجود شريك، بينما كانت نسبة 5.7% من الأسر لديها معيلون من الذكور دون وجود شريكة وكانت نسبة 36.3% من غير العائلات. تألفت نسبة 32.1% من أصل جميع الأسر من عدة أفراد يعيشون في نفس المنزل ونسبة 13.5% كانت تتألف من شخص يعيش بمفرده يبلغ من العمر 65 عاماً أو أكثر. وبلغ متوسط حجم الأسرة المعيشية 2.48، أما متوسط حجم العائلات فبلغ 3.15.
بلغ العمر الوسطي للسكان 38.6 عاماً. وكانت نسبة 26.3% من القاطنين تحت سن الثامنة عشر، وكانت نسبة 8.6% بين الثامنة عشر والرابعة والعشرين عاماً، ونسبة 21.3% كانت واقعةً في الفئة العمرية ما بين الخامسة والعشرين والرابعة والأربعين عاماً، ونسبة 25.6% كانت ما بين الخامسة والأربعين والرابعة والستين، ونسبة 18.2% كانت ضمن فئة الخامسة والستين عاماً فما فوق. وتوزع التركيب الجنسي للسكان بنسبة 47.2% ذكور و52.8% إناث.

## أعلام
- باربرا لورانس
- بيل رينولدز